# 半田市立博物館

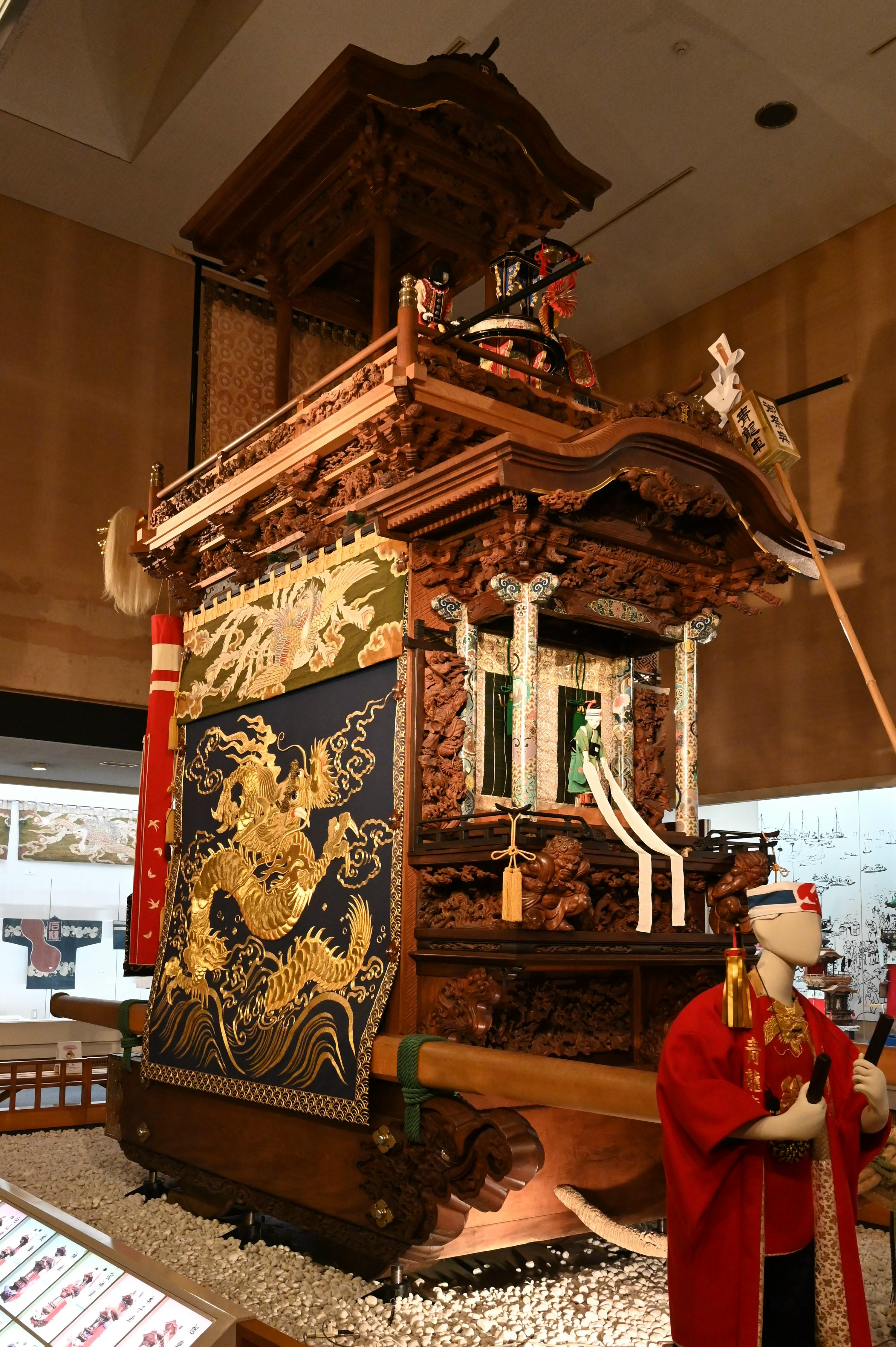
博物館で展示されている山車

半田市立博物館（はんだしりつはくぶつかん）は、愛知県半田市の半田地域文化広場内にある博物館。半田市立図書館との複合施設となっている。

## 概要
半田市立博物館は、1984年（昭和59年）10月1日開館。同日、半田市立図書館が現在地へ移転し、博物館との複合施設となった。
知多半島の自然・考古・歴史・民俗資料、半田地域の特産物である酢の醸造に関する展示（国指定重要有形民俗文化財「半田の酢醸造用具」）や、市内31輌の山車が1輌ずつ順番に展示され、地域博物館としての特色を打ち出している。 

### 施設概要
- 構造：鉄筋コンクリート2階建塔屋1階[2]
- 常設展示室：3部屋
- 特別展示室
- 導入展示室 ：半田の歴史と文化財

### 利用案内
- 開館時間：10時 - 18時
- 休館日：月曜日（祝日開館、翌平日休館）、年末年始
- 入館料：無料

## 主な収蔵品
半田の酢醸造用具
- 機械化される以前の[3]江戸時代から明治にかけて中埜酢店（現ミツカンホールディングス）で使われていた酢の醸造関連の道具類である[4]。
- もろみを人力で圧搾する際に使った「フネ」と呼ばれる木製の装置など計323点で構成され、原料処理から容器詰めまでの計7工程で使われたものが体系的に保存されている[3]。
- 1984年（昭和59年）9月に中埜酢店が博物館開館前の半田市に寄贈し[3]、2016年（平成28年）3月2日に国の重要有形民俗文化財に指定された[4]。

## 交通アクセス
鉄道
- 名鉄河和線 成岩駅から徒歩約20分。

バス
- 名鉄河和線 知多半田駅下車、「知多半田駅（瀧上工業雁宿ホール前）」バス停から半田市公共交通バス「ごんくる」半田中央線（南吉バス）乗車、「半田図書館・博物館」バス停下車。
- 名鉄河和線 成岩駅下車、「成岩駅西」バス停から半田市公共交通バス「ごんくる」青山・成岩線（青成バス）または「知多半島総合医療センター線・南ルート」乗車、「半田図書館・博物館」バス停下車。
- 名鉄河和線 青山駅下車、「青山駅」バス停から半田市公共交通バス「ごんくる」青山・成岩線（青成バス）乗車、「半田図書館・博物館」バス停下車。

自動車
- 知多半島道路・南知多道路 半田ICから約5分。
- 知多半島道路・知多横断道路 半田中央ICから約10分。